# Красная Зорька (Крым)
Кра́сная Зо́рька (до 1945 года Карача́-Канги́л; укр. Красна Зорька, крымскотат. Qaraça Qañğıl , Къарача Къанъгъыл) — село в Симферопольском районе Крыма, входит в состав Гвардейского сельского поселения (согласно административно-территориальному делению Украины — Гвардейского поселкового совета Автономной Республики Крым).

## Население
| 2001 | 2014  | 2021  |
| ---- | ----- | ----- |
| 2515 | ↗2777 | ↗3018 |

Всеукраинская перепись 2001 года показала следующее распределение по носителям языка
| Язык             | Процент |
| ---------------- | ------- |
| русский          | 57,46   |
| крымскотатарский | 23,98   |
| украинский       | 17,46   |
| другие           | 0,32    |

### Динамика численности
| - 1805 год — 115 чел. - 1864 год — 40 чел. - 1887 год — 107 чел. - 1892 год — 30 чел. - 1902 год — 273 чел. - 1904 год — 40 чел. - 1915 год — 159/72 чел. > | - 1926 год — 294 чел. - 1939 год — 436 чел. - 1989 год — 2921 чел. - 2001 год — 2515 чел. - 2009 год — 2656 чел. - 2014 год — 2777 чел. |

По данным на 1 июня 1996 года (по данным отдела межнациональных отношений Симферопольской райгосадминистрации) в Красной Зорьке было выделено 30 земельных участков для компактного расселения репатриантов крымских татар.

## Современное состояние
В Красной Зорьке 28 улиц, 1 переулок и квартал Кичкене, площадь, по данным сельсовета на 2009 год, занимаемая селением, 320,7 гектара, на которой в 825 дворах числилось 2656 жителей; в 2012 году границы селения были изменены и площадь села сократилась до 302,26 га. В селе действует муниципальное бюджетное общеобразовательное учреждение «Краснозорькинская начальная школа», имеется церковь апостолов Петра и Павла.

## География
Красная Зорька расположена в центре района, примерно в 23 километрах (по шоссе) к северу от Симферополя между шоссе «граница с Украиной — Симферополь — Ялта» 35-А-002 (по украинской классификации Харьков — Симферополь) и железной дорогой Симферополь — Москва, ближайшая железнодорожная станция Остряково — в 1 километре. Село находится в лесостепной зоне Крыма, на левом берегу долины Салгира в среднем течении, высота центра села над уровнем моря 139 м. С юга к селу примыкает пгт Гвардейское, соседние сёла Первомайское в 1 километре (по шоссе 4,5 км) и Красное — 3,5 км.

## История
Первое документальное упоминание села встречается в Камеральном Описании Крыма… 1784 года, судя по которому, в последний период Крымского ханства Кыр канлы входил в Акмечетский кадылык Акмечетского каймаканства. После присоединения Крыма к России (8) 19 апреля 1783 года, (8) 19 февраля 1784 года, именным указом Екатерины II сенату, на территории бывшего Крымского Ханства была образована Таврическая область и деревня была приписана к Перекопскому уезду. После Павловских реформ, с 1796 по 1802 год, входила в Акмечетский уезд Новороссийской губернии. По новому административному делению, после создания 8 (20) октября 1802 года Таврической губернии, Карача-Кангил был включён в состав Кучук-Кабачской волости Перекопского уезда.
В Ведомости о всех селениях в Перекопском уезде состоящих с показанием в которой волости сколько числом дворов и душ… от 21 октября 1805 года, в Карача-Кангиле (записано Карача-Ханлы) числилось 11 дворов и 115 жителей, исключительно крымских татар, а земля принадлежала надворному советнику Пашовнику. На военно-топографической карте 1817 года обозначен как Кирк каанлы, также с 15 дворами. После реформы волостного деления 1829 года Карача-Канлы, согласно «Ведомости о казённых волостях Таврической губернии 1829 года», передали в состав Агъярской волости (переименованной из Кучук-Кабачской).На карте 1836 года в деревне Карача канлы или Софиевка 20 дворов. Затем, видимо, в результате эмиграции крымских татар, деревня заметно опустела и на карте 1842 года Карача канлы или Софиевка обозначен условным знаком «малая деревня», то есть, менее 5 дворов.
В 1860-х годах, после земской реформы Александра II, деревню включили в состав Айбарской волости. В «Списке населённых мест Таврической губернии по сведениям 1864 года», составленном по результатам VIII ревизии 1864 года, Карача-Канлы (или Кангыл, или Софиевка) — владельческая русская деревня с 5 дворами, 40 жителями, с фрукторым садом и с мечетью при реке Салгире. По обследованиям профессора А. Н. Козловского начала 1860-х годов, вода в колодцах деревни была пресная «…и не глубокая, всего 4 сажени» (8 м). На трёхверстовой карте Шуберта 1865—1876 года обозначены Карача-Канлы (Софиевка) с 8 дворами и просто Карача-Канлы без указания числа дворов). Немецкие поселенцы, из беловежских колоний, обосновались в деревне в 1880 году. В «Памятной книге Таврической губернии 1889 года», по результатам Х ревизии 1887 года, деревня записана, как Карача-Кангыл Григорьевской волости с 16 дворами и 107 жителями.
После земской реформы 1890 года, Карача-Кангил отнесли к Бютеньской волости. Согласно «…Памятной книжке Таврической губернии на 1892 год», в деревне Карача-Кангил, входившей в Карача-Кангильское сельское общество, было 30 жителей в 9 домохозяйствах и 79 жителей в Софиевке. По «…Памятной книжке Таврической губернии на 1902 год» в деревне Карача-Кангил (она же Софиевка) числилось 273 жителей в 23 домохозяйствах. По Статистическому справочнику Таврической губернии. Ч.II-я. Статистический очерк, выпуск пятый Перекопский уезд, 1915 год, в деревне Карача-Кангил (она же Софиевка) Бютеньской волости Перекопского уезда числилось 19 дворов (14 дворов с землёй, 5 — безземельные) со смешанным населением в количестве 159 человек приписных жителей и 72 — «посторонних», из которых 123 мужчины и 108 женщин. Жители владели 370 десятинами удобной земли. В хозяйствах имелось 130 лошадей, 77 коров и 103 головы мелкого скота.
После установления в Крыму Советской власти, по постановлению Крымревкома от 8 января 1921 года была упразднена волостная система и село включили в состав вновь созданного Сарабузского района Симферопольского уезда, а в 1922 году уезды получили название округов. 11 октября 1923 года, согласно постановлению ВЦИК, в административное деление Крымской АССР были внесены изменения, в результате которых был ликвидирован Сарабузский район и образован Симферопольский и село включили в его состав. Согласно Списку населённых пунктов Крымской АССР по Всесоюзной переписи 17 декабря 1926 года, в селе Карача-Кангил, центре Карача-Кангилского сельсовета Симферопольского района, числилось 65 дворов, из них 56 крестьянских, население составляло 294 человек, из них 187 немцев, 76 русских, 16 армян, 8 украинцев, 7 татар, действовала начальная немецкая школа. По данным всесоюзной переписи населения 1939 года в селе проживало 436 человек. Вскоре после начала Великой Отечественной войны, 18 августа 1941 года, крымские немцы были выселены, сначала в Ставропольский край, а затем в Сибирь и северный Казахстан.
В 1944 году, после освобождения Крыма от фашистов, 12 августа 1944 года было принято постановление № ГОКО-6372с «О переселении колхозников в районы Крыма» и в сентябре 1944 года в район приехали первые новосёлы (214 семей) из Винницкой области, а в начале 1950-х годов последовала вторая волна переселенцев из различных областей Украины. Указом Президиума Верховного Совета РСФСР от 21 августа 1945 года Карача-Кангил был переименован в Красную Зорьку и Карача-Кангильский сельсовет — в Краснозорькинский. С 25 июня 1946 года Красная Зорька в составе Крымской области РСФСР, а 26 апреля 1954 года Крымская область была передана из состава РСФСР в состав УССР. Сельсовет, в состав которого входили ещё сёла Красное и Рассвет, упразднили в 1959 году, включив в состав Гвардейского. Указом Президиума Верховного Совета УССР «Об укрупнении сельских районов Крымской области», от 30 декабря 1962 года Симферопольский район был упразднён и село присоединили к Бахчисарайскому. 1 января 1965 года, указом Президиума ВС УССР «О внесении изменений в административное районирование УССР — по Крымской области», вновь включили в состав Симферопольского. В 1974 году к Красной Зорьке присоединили село Рассвет — сейчас юго-восточная часть села на правом берегу Салгира. По данным переписи 1989 года в селе проживал 2921 человек. С 12 февраля 1991 года село в восстановленной Крымской АССР, 26 февраля 1992 года переименованной в Автономную Республику Крым. С 21 марта 2014 года в составе Крыма аннексирована Россией.